# گینوار کافمن
گینوار کافمن (انگلیسی: Guinevere Kauffmann؛ زادهٔ ۱۹۶۸) دانشمند در زمینه اخترفیزیک اهل ایالات متحده آمریکا است.
وی همچنین برندهٔ جوایزی همچون جایزه هاینتس مایر لایبنیتس شده‌است.